# Marco Boncompagni Ludovisi Ottoboni
Marco Boncompagni Ludovisi Ottoboni, VII duca di Fiano (Roma, 21 settembre 1832 – Roma, 29 marzo 1909), è stato un politico italiano.

## Biografia
Figlio del duca don Alessandro Boncompagni Ludovisi Ottoboni, V duca di Fiano, e della principessa donna Costanza Boncompagni Ludovisi, Marco nacque a Roma nel 1832.
Dopo la conquista di Roma, venne creato senatore del regno d'Italia (dal 9 novembre 1872) per il suo atteggiamento liberale nei confronti del nuovo stato oltre che per il proprio censo e prestò giuramento il 16 dicembre 1872. Consultore della Consulta Araldica e Presidente della Giunta Permanente della medesima, fu cavaliere d'onore e devozione dell'Ordine di Malta (1855). Fu altresì membro della Congregazione Araldica Capitolina che il 17 gennaio 1854 lo iscrisse fra i “nobili romani coscritti” come appartenente a famiglia principesca romana che annoverò fra i suoi componenti un Sommo Pontefice (Alessandro VIII).
Fu consigliere comunale a Roma, e fece parte della commissione che valutò il piano regolatore del 1883.
Per far fronte alle esigenze della sua casata, pur mantenendo per sé e per i propri eredi il titolo di duca di Fiano, vendette i terreni del paese in suo possesso al costruttore Carlo Menotti, assieme al locale castello.
Sposò nel 1857 donna Giulia Boncompagni Ludovisi (1839-1897), dalla quale ebbe due figlie: Costanza maritata al principe Mario Ruspoli e Luisa maritata al conte Carlo Rasponi.

## Albero genealogico
|                                                            |                                                         |                                                              | Genitori                                                        |  |  | Nonni |  |  | Bisnonni                                                                 |  |  | Trisnonni                              |  |
|                                                            |                                                         |                                                              |                                                                 |  |  |       |  |  | Pietro Gregorio Ottoboni Boncompagni Ludovisi, ex uxore II duca di Fiano |  |  | Antonio I Boncompagni, VI duca di Sora |  |
|                                                            |                                                         |                                                              |                                                                 |  |  |       |  |  | Pietro Gregorio Ottoboni Boncompagni Ludovisi, ex uxore II duca di Fiano |  |  | Antonio I Boncompagni, VI duca di Sora |  |
|                                                            |                                                         | Maria Eleonora Boncompagni Ludovisi, principessa di Piombino |                                                                 |  |  |       |  |  | Pietro Gregorio Ottoboni Boncompagni Ludovisi, ex uxore II duca di Fiano |  |  |                                        |  |
| Marco Boncompagni Ludovisi Ottoboni, V duca di Fiano       |                                                         |                                                              |                                                                 |  |  |       |  |  | Pietro Gregorio Ottoboni Boncompagni Ludovisi, ex uxore II duca di Fiano |  |  |                                        |  |
|                                                            |                                                         | Maria Francesca Ottoboni                                     | Marco Ottoboni, I duca di Fiano                                 |  |  |       |  |  |                                                                          |  |  |                                        |  |
|                                                            |                                                         | Maria Francesca Ottoboni                                     | Marco Ottoboni, I duca di Fiano                                 |  |  |       |  |  |                                                                          |  |  |                                        |  |
|                                                            |                                                         | Maria Francesca Ottoboni                                     | Maria Giulia Boncompagni                                        |  |  |       |  |  |                                                                          |  |  |                                        |  |
| Alessandro Boncompagni Ludovisi Ottoboni, VI duca di Fiano |                                                         | Maria Francesca Ottoboni                                     |                                                                 |  |  |       |  |  |                                                                          |  |  |                                        |  |
|                                                            |                                                         | Vincenzo Sambiase Sanseverino, IV principe di Campana        | Giuseppe Domenico Sambiase Sanseverino, III principe di Campana |  |  |       |  |  |                                                                          |  |  |                                        |  |
|                                                            |                                                         | Vincenzo Sambiase Sanseverino, IV principe di Campana        | Giuseppe Domenico Sambiase Sanseverino, III principe di Campana |  |  |       |  |  |                                                                          |  |  |                                        |  |
|                                                            |                                                         | Vincenzo Sambiase Sanseverino, IV principe di Campana        | Eleonora Caracciolo di Vietri                                   |  |  |       |  |  |                                                                          |  |  |                                        |  |
| Giustiniana Sambiase Sanseverino                           |                                                         | Vincenzo Sambiase Sanseverino, IV principe di Campana        |                                                                 |  |  |       |  |  |                                                                          |  |  |                                        |  |
|                                                            |                                                         | Giovanna Ruffo di Baranello                                  | Litterio Ruffo, II duca di Baranello                            |  |  |       |  |  |                                                                          |  |  |                                        |  |
|                                                            |                                                         | Giovanna Ruffo di Baranello                                  | Litterio Ruffo, II duca di Baranello                            |  |  |       |  |  |                                                                          |  |  |                                        |  |
|                                                            |                                                         | Giovanna Ruffo di Baranello                                  | Giustina Colonna Romano, IV principessa di Spinoso              |  |  |       |  |  |                                                                          |  |  |                                        |  |
| Marco Boncompagni Ludovisi Ottoboni, VII duca di Fiano     |                                                         | Giovanna Ruffo di Baranello                                  |                                                                 |  |  |       |  |  |                                                                          |  |  |                                        |  |
|                                                            | Antonio II Boncompagni Ludovisi, V principe di Piombino | Gaetano I Boncompagni Ludovisi, IV principe di Piombino      |                                                                 |  |  |       |  |  |                                                                          |  |  |                                        |  |
|                                                            | Antonio II Boncompagni Ludovisi, V principe di Piombino | Gaetano I Boncompagni Ludovisi, IV principe di Piombino      |                                                                 |  |  |       |  |  |                                                                          |  |  |                                        |  |
|                                                            | Antonio II Boncompagni Ludovisi, V principe di Piombino | Laura Chigi                                                  |                                                                 |  |  |       |  |  |                                                                          |  |  |                                        |  |
| Luigi I Boncompagni Ludovisi, principe di Piombino         | Antonio II Boncompagni Ludovisi, V principe di Piombino |                                                              |                                                                 |  |  |       |  |  |                                                                          |  |  |                                        |  |
|                                                            |                                                         | Vittoria Sforza Cesarini                                     | Sforza Giuseppe Sforza Cesarini, III principe di Genzano        |  |  |       |  |  |                                                                          |  |  |                                        |  |
|                                                            |                                                         | Vittoria Sforza Cesarini                                     | Sforza Giuseppe Sforza Cesarini, III principe di Genzano        |  |  |       |  |  |                                                                          |  |  |                                        |  |
|                                                            |                                                         | Vittoria Sforza Cesarini                                     | Maria Francesca Giustiniani                                     |  |  |       |  |  |                                                                          |  |  |                                        |  |
| Costanza Boncompagni Ludovisi                              |                                                         | Vittoria Sforza Cesarini                                     |                                                                 |  |  |       |  |  |                                                                          |  |  |                                        |  |
|                                                            |                                                         | Baldassarre Odescalchi, III principe Odescalchi              | Livio Odescalchi, II principe Odescalchi                        |  |  |       |  |  |                                                                          |  |  |                                        |  |
|                                                            |                                                         | Baldassarre Odescalchi, III principe Odescalchi              | Livio Odescalchi, II principe Odescalchi                        |  |  |       |  |  |                                                                          |  |  |                                        |  |
|                                                            |                                                         | Baldassarre Odescalchi, III principe Odescalchi              | Maria Vittoria Corsini                                          |  |  |       |  |  |                                                                          |  |  |                                        |  |
| Maddalena Odescalchi                                       |                                                         | Baldassarre Odescalchi, III principe Odescalchi              |                                                                 |  |  |       |  |  |                                                                          |  |  |                                        |  |
|                                                            |                                                         | Caterina Valeria Giustiniani                                 | Benedetto Giustiniani, V principe di Bassano                    |  |  |       |  |  |                                                                          |  |  |                                        |  |
|                                                            |                                                         | Caterina Valeria Giustiniani                                 | Benedetto Giustiniani, V principe di Bassano                    |  |  |       |  |  |                                                                          |  |  |                                        |  |
|                                                            |                                                         | Caterina Valeria Giustiniani                                 | Cecilia Charlotte Mahony                                        |  |  |       |  |  |                                                                          |  |  |                                        |  |
|                                                            |                                                         | Caterina Valeria Giustiniani                                 |                                                                 |  |  |       |  |  |                                                                          |  |  |                                        |  |